# Quipapá
Quipapá este un oraș în Pernambuco (PE), Brazilia.